# ルートヴィヒ・アドルフ・フォン・リュッツォウ

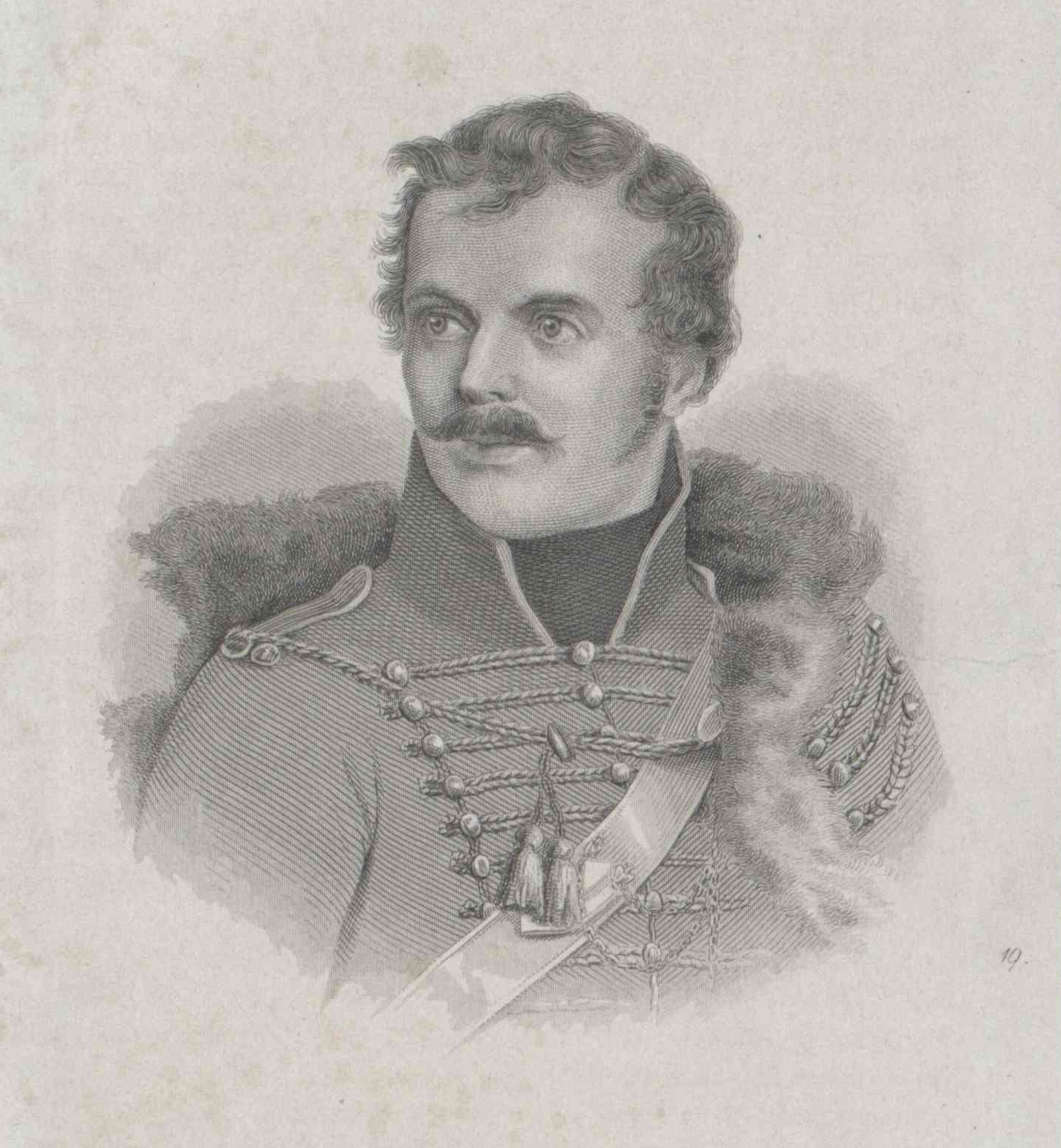
ルートヴィヒ・アドルフ・フォン・リュッツォウ

ルートヴィヒ・アドルフ・ヴィルヘルム・フォン・リュッツォウ男爵（Ludwig Adolf Wilhelm Freiherr von Lützow、1782年5月18日 - 1834年12月6日）は、プロイセン王国の軍人である。
彼は何よりも、その名を冠する義勇部隊、通称「黒の猟兵」によって著名となった。

## 生涯

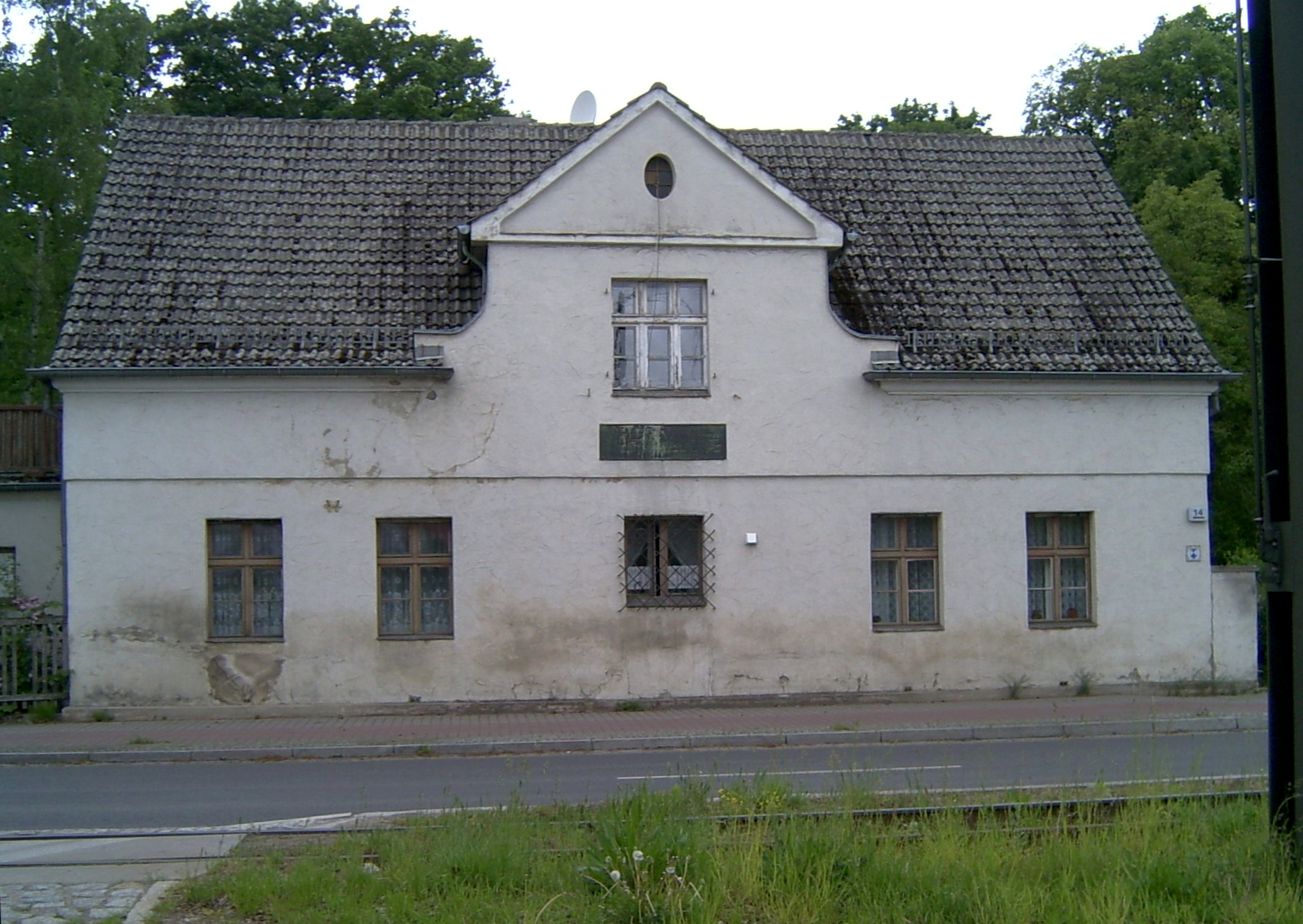
シェーネアイヒェの「リュッツォウハウス」。1809年の負傷後、リュッツォウは療養のためここに滞在した。

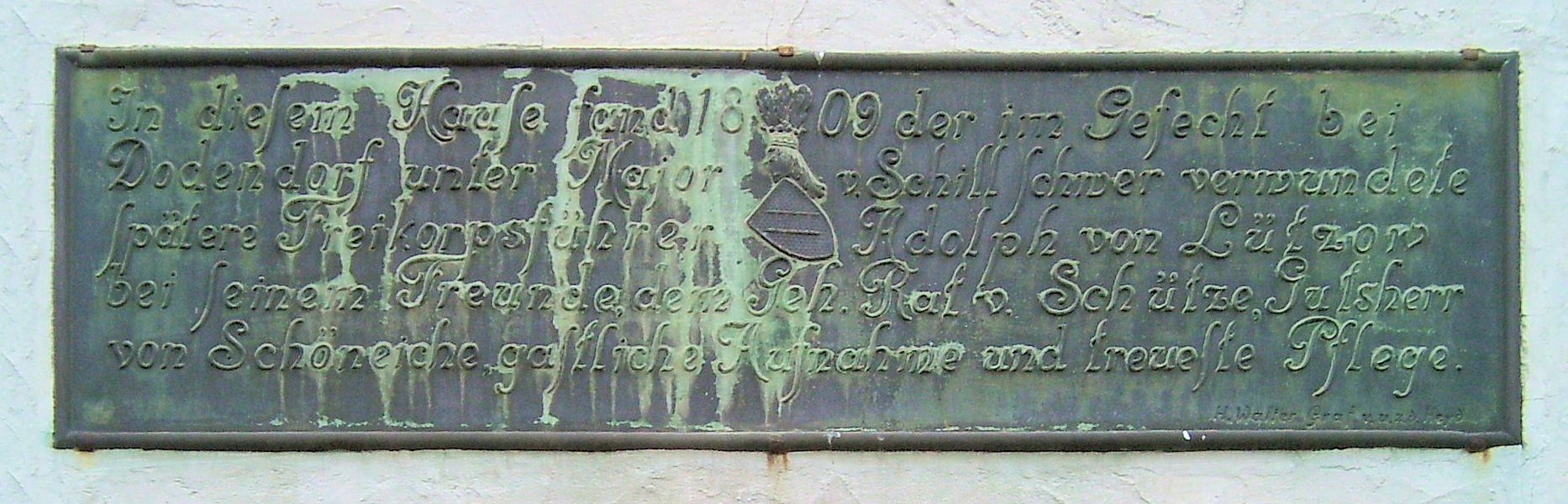
リュッツォウハウスの記念碑

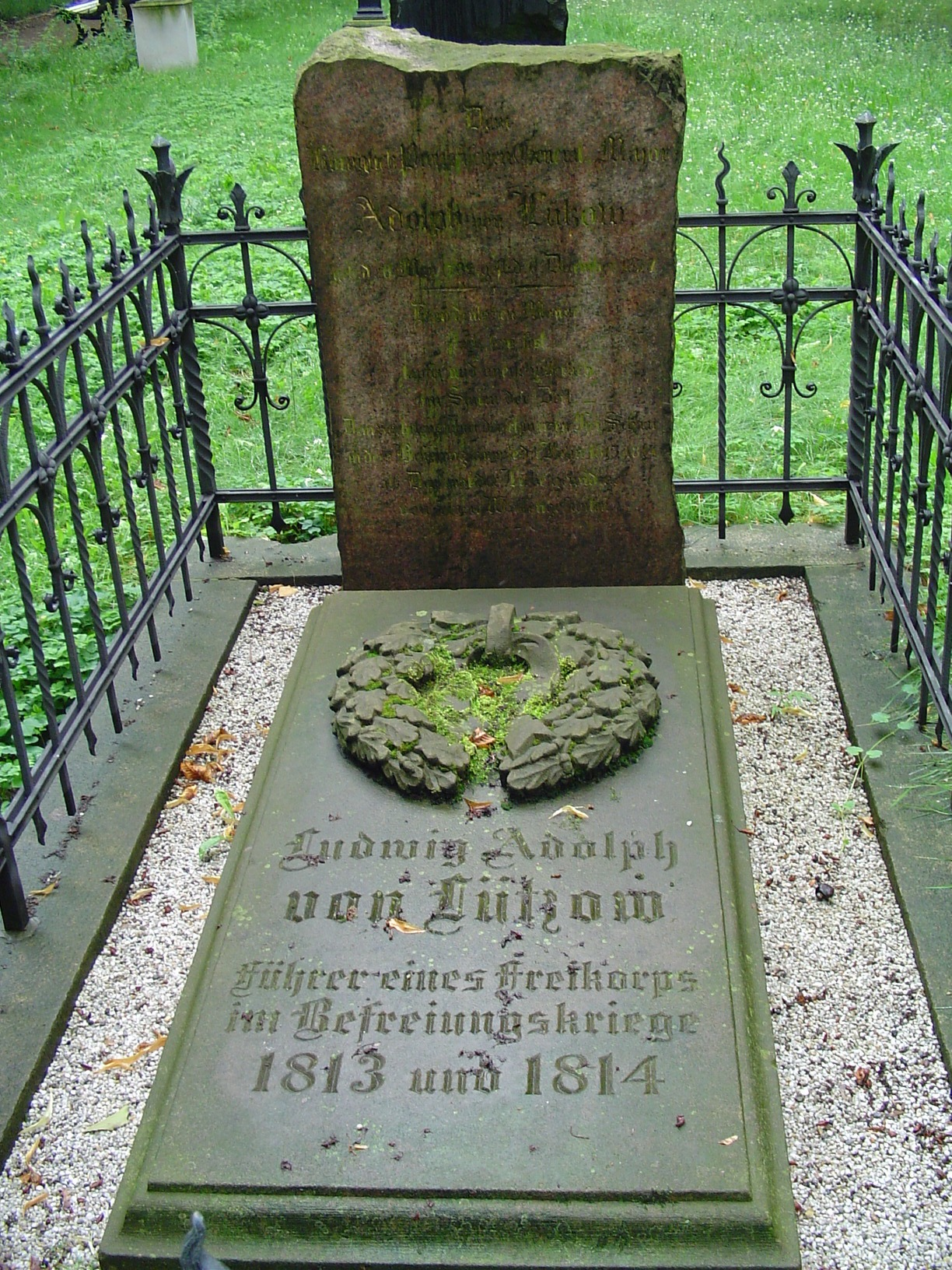
ベルリンの旧衛戍墓地にあるリュッツォウの墓。

リュッツォウはメクレンブルク (Mecklenburg) の貴族、リュッツォウ家 (de:Lützow (Adelsgeschlecht)) の出身である。父はプロイセンの少将、ヨハン・アドルフ・フォン・リュッツォウ（1748年-1819年）で、母はツァストロウ家 (de:Zastrow (Adelsgeschlecht)) から嫁いだヴィルヘルミーネ（1754年-1815年）であった。
リュッツォウは1795年、13歳にしてプロイセン軍 (Prussian Army) に入隊し、軍歴を積み始める。同年、彼は伍長（Gefreiter-Korporal）としてポツダムの第6擲弾兵大隊に配属された。そして1798年1月20日に准尉 (de:Fähnrich) となり、続いて1800年12月10日、少尉に昇進した。リュッツォウは熱心で優れた騎手だったので、騎兵科への転属を要請する。こうして1804年12月31日、彼はライツェンシュタイン (de:Heinrich August Friedrich von Reitzenstein) 少将率いる第7胸甲騎兵連隊の一員として、タンガーミュンデ (Tangermünde) の守備隊に配属された。
1806年10月14日、イエナ・アウエルシュタットの戦いの中で同連隊は打ち破られ、負傷したリュッツォウを含む残存兵力はマクデブルク要塞 (Festung Magdeburg) に退避する。後にマクデブルクが降伏すると、彼は要塞を去った。そしてコペンハーゲンを経由し、コルベルク (Kołobrzeg) の包囲を突破してフェルディナント・フォン・シル (de:Ferdinand von Schill) 少尉の指揮下に入った。そしてシルの義勇部隊における功績を認められ、プール・ル・メリット勲章を授かる。また、シルに託されたブランデンブルク第2フザール連隊に改めて配属され、司令部付の大尉および中隊長に任じられた。
後に何度も負傷し、リュッツォウの健康状態は除隊を申請するほど悪化する。8月31日、少佐に昇進すると同時に彼は除隊を認められた。
リュッツォウは林務官の職に就こうとするが、やがて断念する。彼はシュタイン男爵の顧問で、王室裁判所の裁判長、ルートヴィヒ・フォン・フィンケ (de:Ludwig von Vincke) を取り巻く愛国主義者と連絡を取り、早くからナポレオン・ボナパルトの覇権に抗する戦いの準備に関わった。その中でリュッツォウは1808年の秋、ヴィルヘルム・フォン・デルンベルク (de:Wilhelm von Dörnberg) 大佐が抵抗組織を作り上げていたカッセルに向かい、東フリースラント (East Frisia) へも赴いて行動の準備を行った。それから1809年4月30日に弟、レオポルト・フォン・リュッツォウ (de:Leopold von Lützow) とともにシル少佐の行軍に自発的に加わる。同年5月5日、ドーデンドルフの戦い (de:Gefecht bei Dodendorf) の戦いで重傷を負うとプロイセン軍の軍法会議に掛けられた。
リュッツォウがメクレンブルク人であり、プロイセンから見て外国人であったことと、すでにプロイセン軍から除隊していたことから、彼は裁判で無罪とされた。
1810年3月20日、彼はアーレフェルト伯女エリーザ・ダヴィーディア・マルガレーテ (de:Elisa von Ahlefeldt) と結婚する。続いて1811年2月7日、プロイセン軍に復帰した。当初は休職扱いを受け、1812年1月1日から固定給を支給されるも実際の任務に就くことなく勤務が続く。グナイゼナウは国民的蜂起の際、リュッツォウに東フリースラントおよびヴェストファーレンの一部における指導を任せるつもりだったのである。この案はシャルンホルストによって具体化され、リュッツォウは1813年2月9日に国王フリードリヒ・ヴィルヘルム3世に義勇部隊創設の許可を申請する。
こうして設立された部隊は、解放戦争の時に編成されたドイツ人義勇部隊の中でも、最も有名なものとなった。この「リュッツォウ義勇部隊」は、ほぼプロイセン国外から集まった3000名の志願兵によって構成され、主として敵軍の後背で活動した。そして1813年の初夏、休戦が結ばれるとリュッツォウは与えられた期間を、友軍の戦線への移動に使い切る。同年7月、彼は義勇部隊の一部とともにライプツィヒ近郊、キッツェン (Kitzen) 付近でフランス軍の騎兵から警告なしに襲撃された。リュッツォウと副官、テオドール・ケルナー (Theodor Körner) は重傷を負い、必死に逃れた。1813年の末、個々の義勇部隊が戦列歩兵に編入されるとリュッツォウは1814年、アルデンヌで戦う。1815年3月23日には、義勇部隊の残存兵力から2個の戦列歩兵連隊が編成された。歩兵は第25歩兵連隊に編入され、騎兵は第6ウーラン連隊に加わり、その指揮官に中佐となったリュウツォウが就任する。
1815年の戦役でリュッツォウは1個騎兵旅団を率い、7月16日のリニーの戦い (Battle of Ligny) で負傷してフランス軍の捕虜となる。この義勇部隊は、ハインリヒ・フォン・トライチュケに拠れば軍事的に大きな意味を持たなかったものの、ドイツ人のナポレオンに対する蜂起を活性化させる上で、注目すべき効果を発揮した。
功績に報い、リュッツォウは1815年10月3日に大佐に昇進し、ミュンスターの騎兵旅団の指揮官となった。1818年9月5日にトルガウ (Torgau) の第13騎兵旅団の司令官に就任すると、1822年3月30日には少将に任じられた。エリーザ・フォン・アーレフェルト (de:Ahlefeld (Adelsgeschlecht)) とは1824年に離婚している。その後の1829年4月10日、彼は1827年に没した最も若い弟、ヴィルヘルムの寡婦、アウグステ・イゥーベルと再婚した。リュッツォウは1830年、第6騎兵旅団の指揮を託されると1833年3月30日に突如として待命になり、それ以降、任務を得ることはなかった。
彼の墓はベルリンの旧衛戍墓地 (de:Alter Garnisonfriedhof) にある。

## 記念
リュッツォウの軍服に用いられた色（黒い布地、赤い襟に金色のボタン）はドイツの国旗の配色に影響を与えた（この点についてはNational colours of Germanyも参照のこと）。
テオドール・ケルナーが作詞し、フランツ・シューベルトとカール・マリア・フォン・ヴェーバーが作曲した歌、「リュッツォウの猛き狩り（Lützows wilde Jagd）」 は国家人民軍において軍楽儀礼、グローサー・ツァプフェンシュトライヒ (Großer Zapfenstreich) の構成曲となった。
また複数の艦船が、リュッツォウにちなんで命名されている。ドイツ帝国海軍の大型巡洋艦「リュッツォウ」、また1939年に進水した未成の重巡洋艦「リュッツォウ」や1940年、艦種変更を経て重巡洋艦に類別された装甲艦、「ドイチュラント」は「リュッツォウ」と改称された。ノルトドイチャー・ロイト (Norddeutscher Lloyd) 社はフェルトヘアレン級 (de:Feldherren-Klasse) のドイツ帝国郵便汽船 (de:Reichspostdampfer) を「リュッツォウ」と名付けた。
ミュンスターのハンドルフ地区 (de:Münster-Handorf) のリュッツォウ兵舎 (de:Lützow-Kaserne (Münster-Handorf)) には陸軍下士官学校 (de:Unteroffizierschule des Heeres) のB教導集団が駐屯し、アーヘンのリュッツォウ兵舎 (de:Lützow-Kaserne (Aachen)) にはガルヴィッツ兵舎 (de:Gallwitz-Kaserne (Aachen)) 、ケルナー兵舎およびエシュヴァイラーのドンナーベルク兵舎 (de:Donnerbergkaserne Eschweiler) と共同して陸軍陸上システム技術専門学校、略してTSL/FSHTが展開している。
シュヴァーネヴェーデ (Schwanewede) にも同名の兵舎 (de:Lützow-Kaserne (Schwanewede)) があり、即応部隊救護業務集団および兵站学校の一部の部隊が駐屯している。
さらに1980年から1990年まで、国家人民軍の陸軍航空隊 (de:Armeefliegerkräfte) に属する攻撃ヘリ部隊の一つが、リュッツォウの名を冠している。
また第37SS義勇騎兵師団は、非公式ながら「リュッツォウ」を名誉上の名称とした。
ベルリン＝ティアガルテン地区 (Berlin-Tiergarten) のリュッツォウ広場 (de:Lützowplatz) と並んで、フュルステンフェルトブルック (Fürstenfeldbruck) 、ライプツィヒ、ケムニッツ、ゾーリンゲン、コースフェルト (Coesfeld) 、ミュンスター、ハーゲン、ハルバーシュタット (Halberstadt) およびアウクスブルクに、リュッツォウの名にちなむ通りがある。
1932年には小説家のルドルフ・ヘルツォーク (de:Rudolf Herzog) が、小説『ホリドー、リュッツォウ！（リュッツォウ万歳！）』 (de:Horridoh Lützow!) でリュッツォウを題材とした。

## 文献
（ドイツ語版の記事に挙げられていたもので、翻訳者が項目の作成にあたり、閲覧したものではありません。）
- Ad. S. (d. i.: Adolph Schlüsser): Geschichte des Lützowschen Freikorps. Ein Beitrag zur Kriegsgeschichte der Jahre 1813 und 1814. Ernst Siegfried Mittler, Berlin u. a. 1826, online.
- Frank Bauer: Horrido Lützow! Geschichte und Tradition des Lützower Freikorps. Schild-Verlag, München 2000, ISBN 3-88014-122-3.

## 映像作品
- 『リュッツォウアー (de:Lützower) 』（ドイツ民主共和国、1972年、ヴェルナー・ヴォルフガンク・ヴァルロート (de:Werner W. Wallroth) 監督作品。

## 個別の典拠
1. ↑  1894年のGroßer Brockhaus、W.ヘーゲマンの著書、 P. 179より引用。
2. ↑  ヴェルナー・ヘーゲマン: Entlarvte Geschichte. Berlin 1933, P. 188-194で、トライチュケの 『Preußische Jahrbücher』と ヨハン・フリードリヒ・ゴットフリート・アイゼレン (de:Johann Friedrich Gottfried Eiselen) の記述を引用している。